# آیا این یک انسان است
آیا این یک انسان است (به ایتالیایی: Se questo è un uomo، منتشر شده در انگلیس تحت عنوان If this is a man و در آمریکا تحت عنوان Survival in Auschwitz) شرح حالی از پریمو لِوی، نویسندهٔ ایتالیایی یهودی است که نخستین بار سال ۱۹۴۷ منتشر شد. این کتاب داستانِ بازداشتِ نویسنده (به عنوان یکی از اعضای مقاومت ضدفاشیست ایتالیا در جنگ جهانی دوم) و اسارت او را در اردوگاه کار اجباری آشویتس (مونویتز) از فوریهٔ ۱۹۴۴ تا ژانویهٔ ۱۹۴۵ روایت می‌کند.
لِوی در سال ۱۹۱۹ در ایتالیا به دنیا آمد، سال ۱۹۴۴ را در اردوگاه زندانی بود و در انتهای جنگ و با شکست آلمان نازی آزاد شد، و سال ۱۹۸۷ در آپارتمان خود در تورین درگذشت. مدرک تحصیلی‌اش را در شیمی گرفت اگرچه شهرت او به خاطر روایت‌ها و داستان‌هایش است. مشهورترین کتاب او، آیا این یک انسان است، اولین بار در ۱۹۴۷ در ایتالیا چاپ شد. خوانندگان مجلهٔ لوموند این کتاب را جزو ۱۰۰ کتاب ماندگار قرن بیستم قرار دادند.
در سال ۲۰۰۹ رؤیا طلوع کتاب را به فارسی ترجمه کرده‌است و نسخهٔ الکترونیکی آن موجود است.